# SMPTE

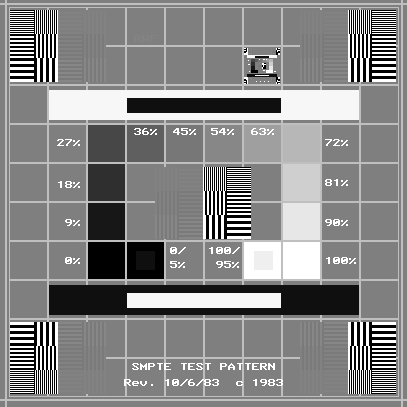
의학 진단 이미징 테스트 패턴. (SMPTE RP-133)

영화ㆍ텔레비전 기술자 협회(Society of Motion Picture and Television Engineers, SMPTE)는 1916년 미국에서 영화 산업에 종사하는 기술인들이 주축이 되어 설립한 국제 전문가 단체이다. SMPTE는 국제적으로 저명한 표준화 기구로 600개 이상의 표준을 가지고 있다.
SMPTE 표준 문서들은 저작권의 보호를 받으며 SMPTE 웹사이트나 다른 기술 문서 배포 기관으로부터 구매할 수 있으며 일반 사용자도 구매할 수 있다. SMPTE가 공표한 중요한 표준에는 아래와 같은 것들이 있다.
- 디지털을 포함한 모든 영화 및 텔레비전 전송 포맷, 미디어
- 텔레비전 신호 및 관련 데이터의 전송을 위한 물리적 인터페이스 (SMPTE 타임 코드, 시리얼 디지털 인터페이스) (SDI)
- SMPTE 컬러바
- 테스트 카드 패턴 및 기타 진단 도구
- MXF

관련 조직에는 아래와 같은 것들이 포함되어 있다:
- NTSC (National Television System Committee)
- MPEG (Moving Picture Experts Group)
- ITU-R (ITU Radiocommunication Sector, 과거 이름: CCIR)
- ITU-T (ITU Telecommunication Sector, 과거 이름: CCITT)
- 디지털 비디오 방송
- BBC 연구 개발
- 유럽 방송 연맹 (EBU)

## 디지털 시네마
SMPTE는 1999년 디지털 시네마 : DC28 설립을 위한 기술 위원회를 시작하였다.

## 참고 문헌
- Charles S. Swartz (editor). Understanding Digital Cinema. A Professional Handbok. Elsevier, 2005.

## 같이 보기
- GXF
- MXF
- 비디오 테이프 레코더 (VTR): SMPTE가 정의한 표준
- SMPTE 컬러바